# Lockheed Model 10 Electra
Локхид Модель 10 Электра (англ. Lockheed Model 10 Electra) — двухмоторный лёгкий транспортный и пассажирский самолёт.

## История создания

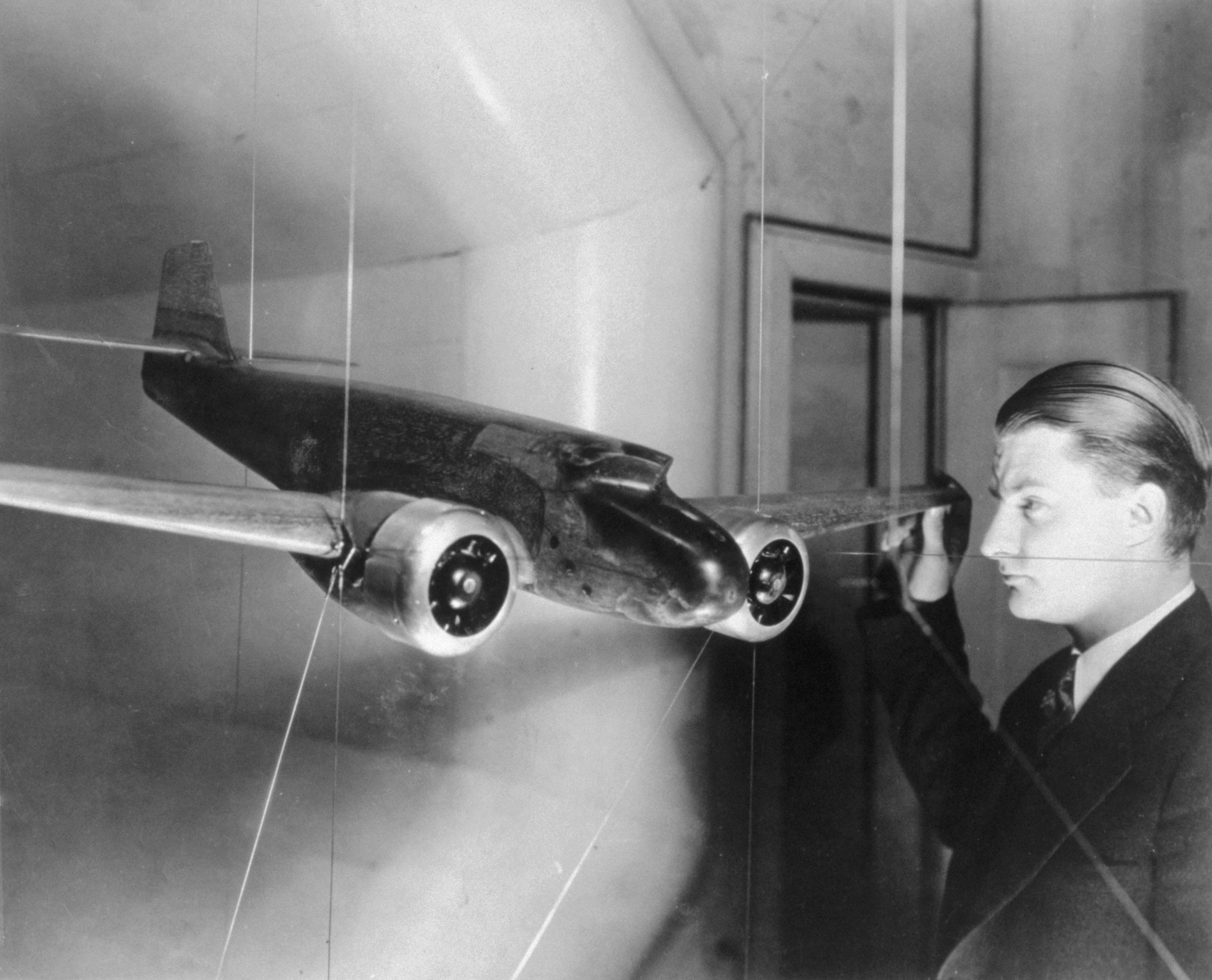
Кларенс Джонсон у модели «Электры»

Авиастроительная компания «Lockheed» имела солидную репутацию благодаря созданию своих очень удачных скоростных, одномоторных монопланов, таких как Vega, Air Express, Sirius, Altair и Orion, однако появление на рынке новейших двухмоторных самолётов, таких как Boeing 247 и Douglas DC-1 заставил компанию приступить к разработке подобных моделей.
Самолёт, разработанный Холлом Хиббардом, стал первым двухмоторным цельнометаллическим монопланом в линейке моделей «Lockheed». Аэродинамические испытания модели самолёта производились в Университете штата Мичиган. В них принимал участие студент этого университета Кларенс Джонсон. Именно он обратил внимание на недостаточную курсовую устойчивость модели и предложил свои изменения: дать самолёту Н-образное хвостовое оперение и уменьшить обтекатели крыльев. Предложения Джонсона были приняты, а сам он после получения диплома был приглашён на работу в «Lockheed», где впоследствии приобрёл славу одного из талантливейших авиаконструкторов.
Lockheed L10 Electra был первым самолетом фирмы «Локхид» целиком выполненный из металла, что повышало несущую способность конструкции фюзеляжа и делало его более надежным в условиях эксплуатации. На борту самолета могло размещаться до десяти пассажиров, при необходимости салон мог быстро трансформироваться в грузовой отсек, а самолет использовать в качестве транспортного.
За счет более рациональной компоновки, при меньших размерах, вместимость самолета была как у конкурентов. Багажные отсеки были размещены в носовой и задней частях фюзеляжа, а также в корневой части крыла. Lockheed L10 Electra стал первым авиалайнером второго поколения, где были внедрены все передовые достижения авиатехнологий того времени. При одинаковых двигателях скорость L10 была на 32 км/ч выше.

## Конструкция

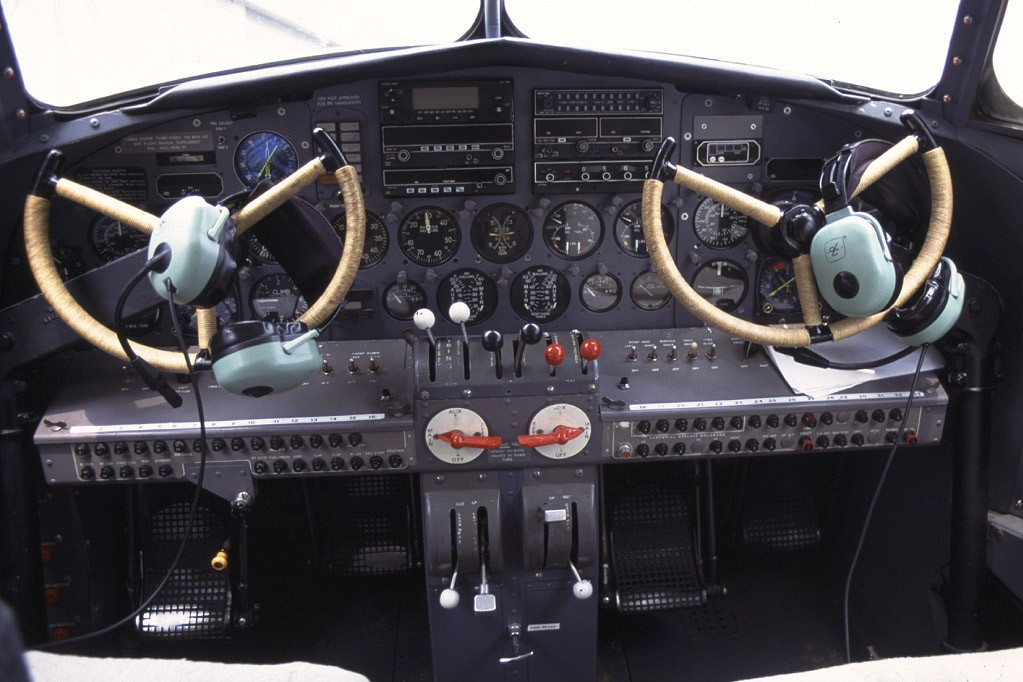
В кабине пилотов Lockheed 10A Electra

Lockheed Electra L10 — двухдвигательный свободнонесущий низкоплан с крылом консольного типа цельнометаллической конструкции с гладкой работающей обшивкой, убирающимся шасси с хвостовым колесом и двухкилевым хвостовым оперением. Экипаж — два человека. Пассажировместимость — 10 человек.
Фюзеляж — типа монокок круглого сечения. Каркас фюзеляжа деревянный, обшивка гладкая, работающая из легких алюминиевых сплавов. В носовой части фюзеляжа расположен багажный отсек далее закрытая двухместная пилотская кабина. За кабиной пассажирский салон на 8-10 посадочных мест. Кресла расположены по два в ряд с проходом посередине. Над креслами сетчатые полки для ручной клади. В хвостовой части фюзеляжа, в конце салона, туалет.
Крыло — цельнометаллическое, свободнонесущее, низкорасположенное. Состоит из центроплана и двух отъёмных консолей. Механизация крыла — элероны и закрылки. Привод электрический.
Хвостовое оперение — двухкилевое классической схемы.
Шасси — двухстоечное с поворотным хвостовым колесом. Стойки убираются в мотогондолы.
Силовая установка — два поршневых 9-цилиндровых радиальных двигателя воздушного охлаждения Pratt & Whitney R985-13 Wasp Junior SB мощностью 450 л. с. каждый. В зависимости от модификации самолета устанавливались различные двигатели. Двигатели устанавливались в мотогондолы и закрывались капотами. Воздушный винт металлический двухлопастный, изменяемого шага. Запуск двигателя осуществлялся с помощью стартера. Запас топлива 1060 литров.

## Испытания и серийное производство
Первый прототип Модели 10 вышел из ворот сборочного цеха 23 февраля 1934 года. Полётные испытания продолжались почти три месяца, и 11 августа 1934 года Электра получила сертификат Национального Бюро Гражданской Авиации. Еще до окончания сертификационных испытаний поступили заказы от ведущих американских компаний Northwest Airlines и Pan American Airways (для дочерних авиакомпаний на Кубе и Аляске), что позволило начать серийное производство.
Самолёт, способный перевозить 10 пассажиров и управляемый командой из двух человек, привлёк внимание авиакомпаний, к тому же с октября 1934 года правительство США запретило использование одномоторных самолетов для перевозки пассажиров и ночных полетов. Lockheed L10 заняла свою нишу на рынке авиаперевозок.
Авиакомпания Pan American Airways имела на тот момент на своих складах большое количество двигателей Pratt & Whitney R-1340 Wasp SC1, самолёт был доработан под них, и эта модель получила наименование Модель 10-C. Авиакомпания Eastern Air Lines выбрала для своих самолётов двигатель Wright R-975E-3 Whirlwind мощностью 450 л. с., и эта модель получила название 10-B. Некоторое количество самолётов укомплектовывалось двигателями Pratt & Whitney R-1340 Wasp S3H1, эти машины имели обозначение 10-E. Всего было построено 149 самолётов, из них 107 — модель 10-A, 19 — 10-B и 15 10-E.
Первый серийный самолет модификации L10A был выпущен в августе 1934 года. В связи с тем, что документацию на новый самолет передали в производство до окончании доводки первого прототипа, первые пять серийных самолетов получили козырек кабины с обратным наклоном. Заказчиком всей первой партии была авиакомпания Northwest Airlines. Авиакомпания не стала ждать государственного сертификата и выпустила самолет на линии.
Всего на заводе фирмы «Локхид» в Калифорнии было построено 149 самолетов. Последнюю «Электру» передали чилийской авиакомпании 18 июля 1941 года. Самой массовой модификацией «Электры» была модель L10A, выпускавшаяся в нескольких различных вариантах, в том числе для гражданских пассажиро — и грузоперевозок, а также для военных целей. Этих самолетов выпустили в общей сложности 101 экземпляр. Эта модификация, кроме США, экспортировалась в Венесуэлу и Чили.
В 1939 году была выпущена модификация Lockheed Electra L10B с двигателями Wright R-975-E3, развивавшими суммарную мощность 880 л. с. Эта модификация выпускалась в том числе и для ВВС США. Всего было изготовлено 18 экземпляров.
Восемь самолетов Lockheed Electra L10C были построены для авиакомпании Pan American Airways, которые оснащались простыми в обслуживании двигателями Pratt & Whitney R-1340 Wasp мощностью 450 л. с. каждый. В 1942 году, специально для ВВС США был разработан транспортный вариант «Lockheed Electra L10D», рассчитанный на перевозку грузов и военного контингента. Эта модификация не была запущена в серийное производство.
Lockheed Electra L10E модификация была выпущена в 1937 году с двигателями повышенной мощности — 600л. с. каждый. Было изготовлено 15 экземпляров. Эту модификацию в 1937 году использовала знаменитая американская летчица Амалия Эрхард для рекордного кругосветного путешествия, к сожалению во время перелета самолет исчез над Тихим океаном.

## Эксплуатация
Самолеты Lockheed Electra L10 различных модификаций пользовались спросом и активно эксплуатировались не только на внутреннем рынке. Кроме США эти самолеты поставлялись в Аргентину, Австралию, Канаду, Чили, Колумбию, Японию, Новую Зеландию, Польшу, Великобританию, Румынию, СССР, Венесуэлу и Югославию.
США
Эксплуатация Lockheel Electra началась в 1934 году в авиакомпании Northwest Airlines. Всего в авиакомпании работало 14 самолетов L10, на магистральных линиях самолет использовался до начала 1940-х годов. В 1948 году «Электры» передали в дочернюю компанию авиакомпанию Wisconsin Central Airlines, обслуживающую местные маршруты штата Миннесота. За время эксплуатации было потеряно два самолета, погибли два человека.
Braniff Airways — восемь самолетов L10 составляли основной флот авиакомпании. Эти самолеты позволили удвоить объем перевозок авиакомпании. Главный маршрут был от «Великих озер до мексиканской границы» (Чикаго — Канзас-Сити — Даллас — Галвестон — Браунсвилл). В 1935 году авиакомпания получила контракт на воздушные перевозки между городами штата Техас. За время эксплуатации разбился один самолет, погибло 6 человек.
«Электры» эксплуатировались авиакомпаниями: Boston — Maine Airways — 5 самолетов; Chicago & Southern Air Lines — 4 самолета; Delta Air Lines - 6 самолетов; Eastern Air Lines - 6 самолетов; Mid-Continent Airlines - 5 самолетов; Provincetown Boston Airline - приобрела четыре самолета в 1954—1956 годах, эксплуатация L10 продолжалась до сентября 1973 года; Wisconsin Central Airlines - 6 самолетов; Pacific Alaska Airways - 9 самолетов.
В 1936 году две Электры Были переданы ВМС США и Береговой Охране. Эти самолёты на военной службе получили обозначения XR20-1 и XR30-1 соответственно. Четыре самолёта были закуплены для Армии и Корпуса Национальной Гвардии. Во время Второй мировой войны большое количество гражданских самолётов было призвано для совершения транспортных перевозок в интересах армии. Кроме того часть машин была передана ВВС Великобритании и Канады. На этом самолёте осуществляла свой рекордный перелёт Амелия Эрхарт, в ходе которого она и её второй пилот пропали без вести 2 июня 1937 года.
Австралия
Ansett Airways — авиакомпания приобрела три самолета Lockheed L10B Electra, которые доставили в Мельбурн пароходами. Самолеты работали на маршрутах между городами Австралии. С началом Второй Мировой войны внутренние регулярные полеты прекратились за исключением маршрута Гамильтон — Мельбурн. Два самолета перевозили военных США в Австралию и Новою Гвинею. В 1942 году самолеты принимали участите в эвакуации гражданского населения из северо из австралийских городов, подвергавшихся бомбардировке японскими ВВС. После окончания войны «Электры», до начала 1950-х годов, выполняли пассажирские и санитарные рейсы.
Бразилия
Восемь самолетов Lockheed Electra L10E эксплуатировались в двух бразильских авиакомпаниях Panair Do Brasil и Varig. Самолеты обслуживали внутренние линии до 1955 года. Один из самолетов разбился в июне 1944 года, погибло десять человек.
Великобритания
British Airways - в 1937 году авиакомпания приобрела пять самолетов L10A. В процессе эксплуатации два самолета были потеряны. Самолеты летали на линиях Лондон — Копенгаген — Мальме и Лондон — Париж. С началом Второй Мировой войны «Электры» были реквизированы и переданы Королевским военно-воздушным силам Великобритании.
Канада
Trans-Canada Air Lines — национальная авиакомпания имела в своем составе пять самолетов L10A. Один из самолетов использовался для обучения экипажей. Самолеты работали на внутренних авиалиниях до 1941 года, после вступления Канады в войну их передали в Королевские военно-воздушные силы Канады.
Куба
Cubana - авиакомпания эксплуатировала семь самолетов «Электра» модификации L10C. Самолеты работали на внутренних линиях.
Чили
LAN Chile - в 1941 году авиакомпания приобрела шесть самолетов L10A. Самолеты использовались на внутренних линиях до 1959 года. В процесс эксплуатации, в результате катастроф, были потеряны два самолета.
Новая Зеландия
Семь самолетов L10A эксплуатировала авиакомпания Union Airways/New Zealand National Airways Corp. и один Trans Island Airways. Самолеты обслуживали внутренние авиалинии до конца 1950-х годов. Новозеландские «Электры» потерпели наибольшее количество тяжелых катастроф, было потеряно в общей сложности пять самолетов. В настоящее время самолет Lockheed L10A выставлен в новозеландском авиационном музее.
Польша
Polskie Linje Lotnicze LOT - с 1936 до 1939 года в парке авиакомпании было 10 самолетов L10A, которые работали на европейских авиалиниях. С началом войны часть самолетов была уничтожена, часть самолетов досталась Германии и СССР, пять машин перелетели в Румынию, где были интернированы.
Румыния
Lares — в 1937—1938 годах национальная румынская авиакомпания приобрела шесть самолетов L10A, в 1942 году парк авиакомпании пополнился еще пятью самолетами интернированными у польской авиакомпании LOT.
Югославия
Aeroput — в парке авиакомпании находилось 14 самолетов L10A. Самолеты выполняли регулярные рейсы в европейские столицы. Летом работали туристическая туристические линии совместно с итальянскими и румынскими авиакомпаниями. С началом войны коммерческие перевозки прекратились.

## Варианты
- 10-A/XR20-1/Y1C-36/Y1C-37/UC-36A — с двигателями Pratt & Whitney R-985-13 Wasp Junior мощностью 450 л. с.
- 10-B/XR30-1/UC-36C — с двигателями Wright R-975E-3 Whirlwind мощностью 450 л. с.
- 10-C — с двигателями Pratt & Whitney R-985-CS Wasp Junior мощностью 450 л. с.
- 10-E/UC-36B — с двигателями Wright R-1340-S3H1 Whirlwind мощностью 550 л. с.

## Операторы

### Гражданские
| Австралия - Ansett Airways - Guinea Airways, выполняла рейсы в принадлежавшую тогда Австралии Новую Гвинею. - MacRobertson-Miller Aviation - Marshall Airways - Qantas Empire Airways Бразилия - Aeronorte - Cruzeiro do Sul - Panair do Brasil - VARIG Канада - Canadian Airways - Trans-Canada Air Lines Чили - LAN Chile Куба - Compañia Cubana de Aviación Чехия - Baťa Мексика - Compañía Mexicana de Aviación Нидерланды - KLM (обслуживали голландскую Вест-Индию) Новая Зеландия - Union Airways of New Zealand - National Airways Corporation - Trans-Island Airways | Панама - TASA-Turismo Aereo S.A. 1 самолёт выполнял рейсы между столичным аэропортом Пайтилья и городом Читре в 1957—1963 гг. Польша - Polskie Linie Lotnicze LOT в период 1936—1939 имела 10 самолётов L-10А. Румыния - LARES — 7 L-10A Великобритания - British Airways Ltd. (не путать с современной компанией British Airways) — 6 L-10A США - Braniff Airways - Chicago and Southern Air Lines - Continental Air Lines - Delta Air Lines - Eastern Air Lines - Mid-Continent Airlines (ранее Hanford Airlines) - Midwest Airways - National Airlines - Northeast Airlines (ранее Boston-Maine/Central Vermont Airways) - Northwest Airlines - Pacific Alaska Airways, позже стала частью Pan American Airways - Provincetown-Boston Airlines - Wisconsin Central Airlines Венесуэла - Aerotecnica S.A. ATSA - Línea Aeropostal Venezolana Королевство Югославия - Аеропут — 8 L-10A |

### Военные
Аргентина
- ВВС Аргентины

 Бразилия
- ВВС Бразилии

 Канада
- ВВС Канады

 Гондурас
- ВВС Гондураса

 Республиканская Испания
- ВВС республиканской Испании

 Японская империя

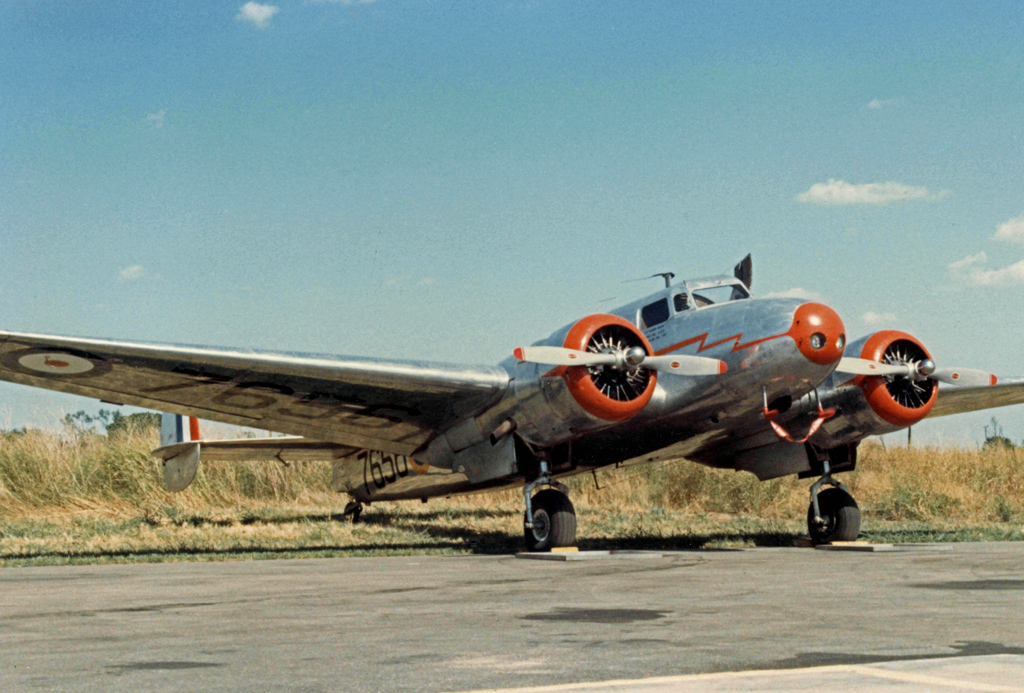
Восстановленный Lockheed 10A с опознавательными знаками ВВС Канады периода Второй мировой войны

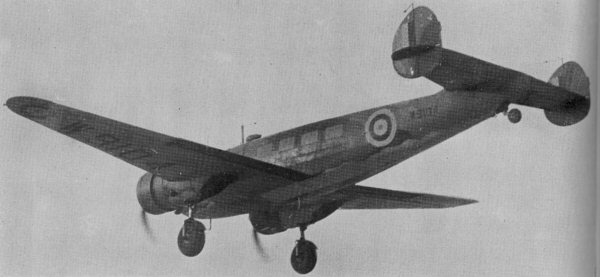
Lockheed Electra 10A из состава ВВС Великобритании

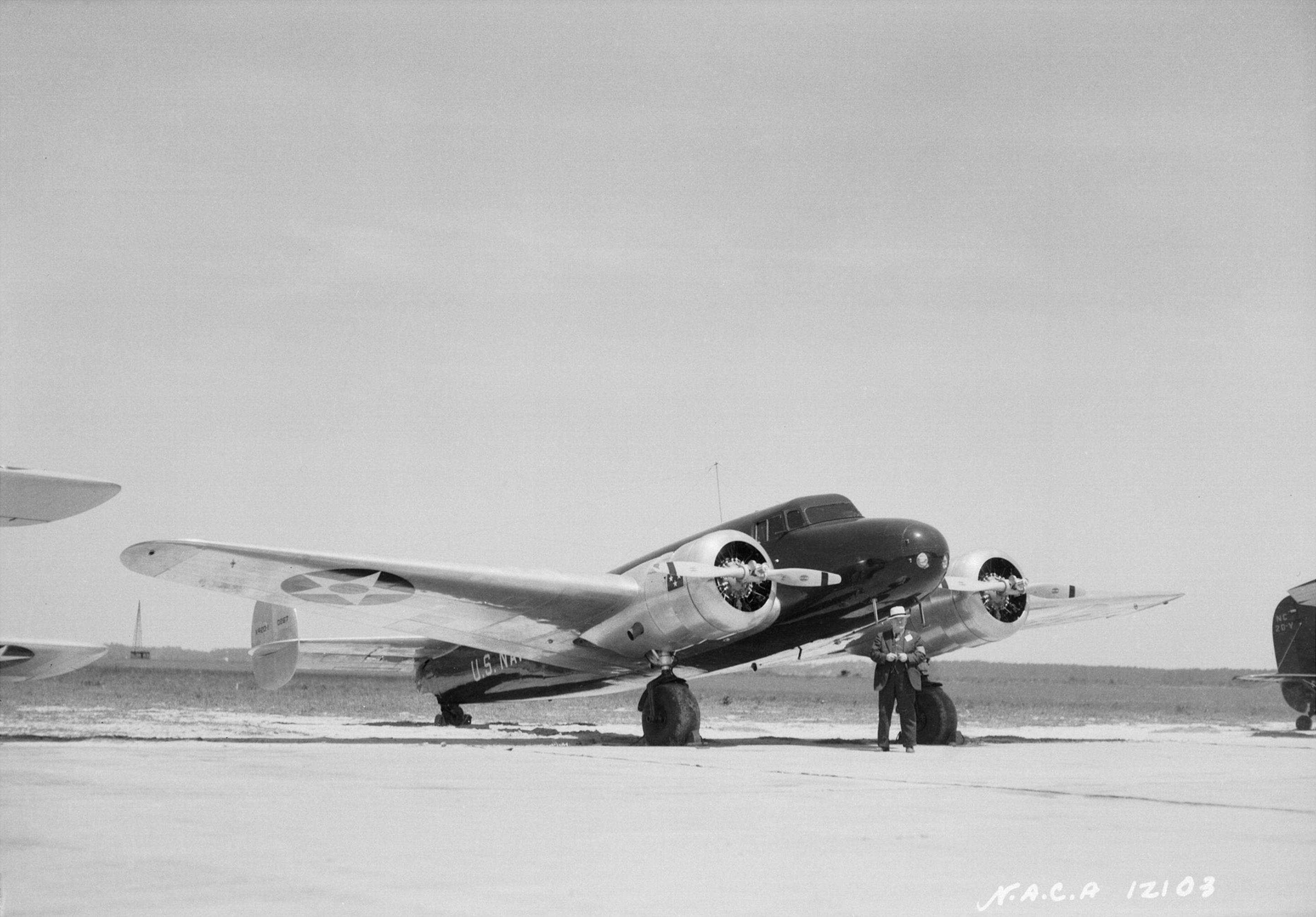
XR2O-1 ВМС США

- ВВС Императорского флота Японии 1 или 2 самолёта куплены через фирму Okura & Co.

 Великобритания
- ВВС Великобритании

 США
- Воздушный корпус Армии США/Военно-воздушные силы Армии США
- ВМС США
- Национальная гвардия США
- Береговая охрана США

 Венесуэла
- ВВС Венесуэлы

## Операторы
- ВВС Армии США[англ.]

## Тактико-технические характеристики
Приведенные характеристики соответствуют модификации Lockheed Model 10-A.
Источник данных: Jane's 

Технические характеристики
- Экипаж: 2 пилота
- Пассажировместимость: 10 пассажиров
- Длина: 11,76 м
- Размах крыла: 16,76 м
- Высота: 3,07 м
- Площадь крыла: 42,5 м²
- Профиль крыла: Clark Y-18 корень крыла, Clark Y-18 законцовки
- Коэффициент удлинения крыла: 6,6
- Колея шасси: 4,14 м
- Масса пустого: 2926 кг
- Нормальная взлётная масса: 4762 кг
- Масса полезной нагрузки: 1837 кг
- Объём топливных баков: 734 л
- Силовая установка: 2 × радиальных Pratt & Whitney SB «Wasp-Junior»
- Мощность двигателей: 2 × 400 л. с. (2 × 294 кВт)
- Воздушный винт: Hamilton-Standart, постоянной скорости

Лётные характеристики
- Максимальная скорость:  
  - у земли: 309 км/ч
  - на высоте 1525 м: 325 км/ч
- Крейсерская скорость:  
  - у земли: 278 км/ч
  - на высоте 1525 м: 290 км/ч
  - на высоте 2928 м: 306 км/ч
- Скорость сваливания: 105 км/ч (посадочная)
- Практическая дальность: 1416 км (при 50 % мощности)
- Практический потолок: 5920 м
- Максимальный потолок: 6466 м
- Скороподъёмность: 5,08 м/с
- Нагрузка на крыло: 112 кг/м² (расчётная)
- Тяговооружённость: 123,5 Вт/кг (расчётная)

## Пропажа самолета Амелии Эрхарт
На этом самолёте свой кругосветный перелёт совершала знаменитая женщина-пилот Амелия Эрхарт, но самолёт бесследно пропал над Тихим океаном 2 июля 1937 года. Никаких следов самолёта обнаружено не было. Судьба Амелии Эрхарт осталась загадкой. Обломки самолёта были предположительно обнаружены в 2024 году